# キム・フィルビー
ハロルド・エイドリアン・ラッセル・「キム」・フィルビー（Harold Adrian Russell "Kim" Philby：1912年1月1日 - 1988年5月11日）は、イギリス秘密情報部（MI6）職員でソビエト連邦情報機関（NKVD、KGB）の工作員となった。
イギリスの上流階級出身者から成るソ連のスパイ網「ケンブリッジ・ファイヴ」の一人でその中心人物。MI6の長官候補にも擬せられたが、二重スパイであることが発覚しソ連に亡命した。

## 生涯

### 生い立ち
イギリス領インド帝国パンジャーブのアンバーラーで、植民地行政官のジョン・フィルビーを父として生まれる。ジョンは後にサウジアラビアの建国にも関与した著名なアラブ学者となった。愛称の「キム」は、ラドヤード・キップリングの小説「少年キム」の主人公にちなんで父親が名付けた。厳格かつ奇矯な性格で家庭においては暴君だった父親との関係は、フィルビーの性格とスパイとしての活動に影響を与えることになる。

### 大学とスパイ徴募
父と同様に、パブリックスクールのウェストミンスター・スクールを経て1929年にケンブリッジ大学トリニティ・カレッジに入学した。当時のイギリスは大恐慌の影響で社会矛盾が露呈し、ヨーロッパにおいてはファシズムが勃興していた。
1930年代のケンブリッジにおいては、反ファシズムに加え共産主義思想に惹かれ共産党に入党する学生が多かった。フィルビーはここで後にスパイ仲間となるガイ・バージェス、ドナルド・マクリーンらと知り合っている。フィルビーは大学の社会主義協会に所属し、労働党の選挙運動を手伝った。1933年にはドイツを訪れ、ナチスによる反ユダヤ主義政策を目の当たりにしてショックを受けた。
帰国後マルクス主義経済学者のモーリス・ドッブに紹介される形で語学留学の名目でウィーンに赴き、ドイツ共産党のミュンツェンベルグを中心としたナチスからの亡命者支援組織に関わる。ウィーンでは紹介されたユダヤ人家庭の娘アリス・「リッツィ」・コールマンと交際を始め、オーストリアのみならずハンガリーでも共産党の地下活動に従事した。だがリッツィに逮捕状が出たのを機に、1934年2月に彼女と結婚しイギリスへと帰国した。
ロンドンにおいてリッツィを通してアルノルト・ドイッチュに紹介された。チェコ出身のユダヤ人で当時ロンドン大学大学院に籍を置いていたドイッチュは、NKVDのスパイ徴募係であった。ドイッチュから勧誘されたフィルビーは迷うことなくスパイとなることを承諾した。NKVDは中東における著名人であるフィルビーの父親がイギリスの情報部員であると疑っており、フィルビーはテストとして父親の書斎から最も重要と思われる書類を写真に撮るよう求められ、これを実行した。ドイチュはフィルビーが両親とその階級に心からの軽蔑と憎しみを示していると報告している。リッツィとはこの頃別居した。

### ジャーナリスト時代
ドイッチュの指示でフィルビーはひとまずジャーナリズムに就職することを決めた。いくつかの雑誌を渡り歩くとともに、カムフラージュとしてイギリスにおけるファシスト組織であった英独友好協会へ加入した。協会の代表としてドイツを訪問し、ヨアヒム・フォン・リッベントロップにも面会している。共産主義シンパである友人の中には、フィルビーの思想転向に怒り絶交するものもいた。
フィルビーは外務省に入省していたマクリーンをスパイ網に引き入れた。バージェスの方は性格的に不安定で採用を躊躇したが、これを察したバージェスは強引に認めさせた。バージェスはさらに美術史家のアンソニー・ブラントをスカウトした。
1936年にスペイン内戦が勃発すると、フランシスコ・フランコが率いるナショナリスト陣営の情報を集めるよう指示を受けた。資金を用意されたフィルビーはフリーランスの記者としてスペインへと向かった。フランコ軍に同行しスパイ活動に従事するとともに、イギリスの新聞へ記事を書き送った。後に父親のコネを用いてタイムズ紙の特派員に任命された。NKVDではフィルビーにフランコを暗殺させる計画を立てたが、フィルビーとその管理官はこれを実現不可能だとして拒否している。1937年の大晦日にテルエルの戦いを取材中のフィルビーは、共和国軍の砲撃を受けて九死に一生を得た。フランコからは直接勲章を授与され、さらにこのニュースによってジャーナリストとして名を知られるようになった。

### MI6入局
スペイン内戦がフランコの勝利で終結すると、フィルビーはロンドンへと戻った。当時ソ連ではヨシフ・スターリンによる大粛清の最中であり、NKVDもその対象となった。フィルビーのロンドンにおける管理官はソ連へと呼び戻され、ドイツの二重スパイだと糾弾され殺害された。パリにおける管理官とその後任も「人民の敵」として処刑された。個人的にも友人であったこれらの諜報機関職員の処刑によってもフィルビーの共産主義に対する信念は揺るがなかったが、1939年に独ソ不可侵条約が締結されたことはフィルビーを動揺させた。この時期ソ連諜報機関からの接触が一時的に途絶えた。
当時のイギリスの外務省や情報機関は、上流階級出身者同士の個人的関係を元に徴募、運営されている排他的な組織であった。NKVDの指示によりアンソニー・ブラントはMI5へ、ガイ・バージェスはMI6へ加わった。
1939年9月に第二次世界大戦が勃発した。フィルビーは1940年春にイギリス海外派遣軍に同行する特派員に選ばれ西部戦線から記事を執筆した。1940年にナチス・ドイツのフランス侵攻により戦線が突破されると、フィルビーはドイツ軍が到着しつつあるアミアンから船で脱出した。ロンドンへ向かう列車の車内でサンデー・エクスプレス紙の記者である女性記者と同室になった。情報機関に関係する彼女に諜報活動への興味を伝えると、MI6の採用担当者から連絡を受け、既にMI6に入局していたガイ・バージェスの立会もあり面接後ただちに採用された。身元証明は当時MI6の副長官で父の知己であったヴァレンタイン・ヴィヴィアンが行った。スパイ養成学校に送られた後、特殊作戦執行部（SOE）においてプロパガンタに関する授業で教鞭をとった。同僚として知り合い親友となったニコラス・エリオットは、フィルビーは「素朴な愛国心を持つ魅力に富んだ人物」で「政治的動物のようにはまったく見えなかった」と後に述べている。同様に、後に著名な歴史学者となるヒュー・トレヴァー＝ローパーは、フィルビーを知的に洗練された非凡な人物だったと評価している。フィルビーはエリオットを通してMI5、MI6の若手職員の集まりに顔を出すようになった。ガイ・バージェスやアンソニー・ブラント、ヴィクター・ロスチャイルド、ガイ・リデルもその常連だった。
フィルビーはMI6内における重要部局であるセクションVに配属された。この部は敵国の諜報活動を監視するとともに、MI5との連絡役も務めていた。中立国であるイベリア半島のスペインとポルトガルはスパイ活動の最前線となっていた。スペイン内戦での特派員だったフィルビーはその経験を買われてセクションVのイベリア半島担当班班長に任命された。ロンドン郊外の邸宅に設けられたセクションVの本部で勤務し、その付近に借りたフィルビーの家は部員の溜まり場となった。当時フィルビーの部下であったグレアム・グリーンも日曜にしばしば訪れている。グリーンもまた、フィルビーの有能さと自然な魅力を証言している。ブレッチリー・パークを本部にする政府暗号学校の成果を利用して、イベリア半島における大規模なアプヴェーアのスパイ網を敵手として取り組んだ。
それと同時にフィルビーは、ソ連のスパイとしての活動も続けていた。ロンドンにおいてソ連大使館員に偽装したNKVD将校と接触し、MI6の資料を手渡した。本部での当直任務の際にはソ連に役に立つ情報が流れてこないかチェックした。ソ連に送られた資料の中には、同僚の評価に加えて、スパイ任務を知らない自身の妻の政治的傾向を冷静に描写し、今は無理でも将来的にはその矯正を試みたいと希望する文章も含まれていた。自身にスパイ疑惑がかけられた際の対策としてMI5の職員に接近し、その中でもガイ・リデルとは親しくなった。MI6長官のスチュワート・メンジーズはフィルビーを高く評価しており、外務省からのフィルビー引き抜きの要請にも断りを入れている。
1937年にイギリスに亡命したウォルター・クリヴィツキーを1940年にMI5が改めて尋問した際、クリヴィツキーはスペイン内戦時にソ連のスパイとして働いていた上流階級出身のジャーナリストがいたことを暴露したが、これをフィルビーと結びつける者は誰もいなかった。
フィルビーたちが送る情報の質が高く互いに矛盾しないことは、NKVDに疑惑を抱かせた。全てはイギリスが仕組んだ二重スパイの罠だと疑ったのである。この疑惑を解消するために、ソ連国内で活動するスパイの身元を明かすよう指令があった。フィルビーはMI6の資料保管施設からソ連における活動記録を取り寄せたが、ソ連は重要視されておらずポーランド人の情報提供者が数名いるだけだった。この報告書を見たソ連当局者は特大の赤い疑問符を上書きした。皮肉なことにソ連側からフィルビーの信頼度は疑われていた。
それまで諜報活動に無関心だったアメリカ合衆国がOSSを設立し、ロンドンに部員を送り込んでくると、フィルビーは彼らの教官としてMI6の組織構造、任務、暗号解読作業などを教えこんだ。若く有能なジェームズ・アングルトンはフィルビーと師弟関係を築いた。
イベリア半島におけるアプヴェールの活動を抑えこむことに成功したフィルビーは、連合国軍の上陸が迫る北アフリカとイタリアも担当することになった。ソ連当局では相変わらずフィルビーの信頼性を決めかねていた。
1943年にエーリッヒ・フェアメーレンとエリザベト夫妻がイギリスへの亡命を申し出た。アプヴェーア職員となりイスタンブールに赴任したフェアメーレンは妻とともに、大量の資料を持って高速艇に乗りカイロへと無事脱出した。こうしてエリオットの主導で亡命した夫妻を、ロンドンにおいてフィルビーとエリオットが尋問した。この事件はアドルフ・ヒトラーを激怒させ、アプヴェーアの解体につながった。フェアメーレンの持参した記録の中で、ドイツのカトリック系上流階級における反ナチ・反共産主義者たちのリストは敗戦後のドイツの政治的指導者候補になるため、重要視された。イギリス政府はこの情報をソ連に渡さなかったが、フィルビーにより漏洩された。ソ連軍のドイツ占領の混乱の中でその多くが殺害された。
フィルビーはメンジースに対し、戦後に起こりうる対立を考慮に入れて対ソ連専門部局を設立するよう進言した。メンジースはこれを受け入れ1944年9月にフィルビーを新たに設けたセクションIXの部長に任命した。

### 大戦終結後
1945年8月に、駐イスタンブールのソ連副領事でNKVDのトルコ駐在副部長であるコンスタンティン・ヴォルコフがイギリスへの亡命を申し出た。ヴォルコフはイギリス外務省、情報機関におけるソ連のスパイの情報を持っていること、その中でも情報機関幹部に大物スパイがいることを伝えた。この情報を受け取ったメンジースは、対ソ部局長であるフィルビーに連絡した。パニックに陥ったフィルビーは、NKVDの担当官と連絡したうえで作戦を立てた。フィルビーは自身がヴォルコフを直接尋問・脱出させることにしてメンジースの承認を受け、できるだけ時間をかけたうえでトルコに向かった。到着したのはヴォルコフの告白からすでに22日が経過していた。その数時間前にヴォルコフとその妻は鎮静剤を打たれ包帯で全身をぐるぐる巻きにされた状態で担架でモスクワ行きの航空機に乗せられていた。ヴォルコフ夫妻は拷問の末に処刑された。フィルビーはのちにこの事件について、「卑劣な奴が当然の報い」を受けたと語っている。MI6内部において、この失敗はヴォルコフが勘付かれたためだと結論付けられた。
フィルビーは1945年にソ連政府から赤旗勲章を授与された。翌1946年にはイギリス政府からOBEに叙任された。1946年の年末にはトルコのMI6支局長に任命された。フィルビーはソ連カフカスへの協力者の浸透工作を実施したが、もちろんその情報は全てソ連へと渡していた。トルコのアメリカ空軍のインシルリク基地の情報もソ連に引き渡している。この時期フィルビーは秘書と不倫しており、妻のアイリーンの神経症が悪化した。2年後にフィルビーはアメリカのワシントンD.C.でMI6局長となり、米国の情報機関との連絡役に任じられた。
戦後エンヴェル・ホッジャによって共産主義政権が成立していたアルバニアに対して、MI6は亡命アルバニア人を協力者に用いた転覆工作であるヴァリアブル作戦が実行された。英米の共同作戦であるためフィルビーがイギリス側の立案担当者に任命され、フィルビーはソ連に亡命アルバニア人がアルバニアの海岸に上陸する日時を逐一連絡した。ほとんどの亡命アルバニア人が直ちに捉えられ処刑された。彼らの家族も同様に殺された。犠牲者の数は亡命アルバニア人が100から200名、その家族は数千人にのぼるとみられる。

### 疑惑
第二次世界大戦中から英米両国はソ連の外交暗号を傍受解読しており、それらの情報は「ヴェノナ」の暗号名で知られていた。ソ連の担当者のミスにより解読が進むと、マンハッタン計画に潜り込んでいたソ連のスパイであるクラウス・フックスが逮捕された。さらにのちにニューヨークにおけるスパイ網の統括者であったローゼンバーグ夫妻も逮捕され、処刑された。戦時中の駐ワシントン英国大使館に暗号名「ホメロス」というスパイ（ドナルド・マクリーン）がいることが確実視されていた。さらにイギリス情報機関の「スタンリー」（フィルビー）なる大物スパイの存在も示唆された。間もなくバージェスもワシントンDCに赴任しフィルビーの自宅に同居した。常軌を逸した振る舞いを繰り返すバージェスによってアイリーンの精神はさらに不安定になった。
1951年にアメリカは「ヴェノナ」情報から、スパイ「ホメロス」がマクリーンである証拠を掴んだ。マクリーンは当時英国外務省のアメリカ局局長にまで出世していた。アメリカ側から連絡を受けたMI6本部はフィルビーにこの情報を折り返し伝えた。フィルビーはマクリーンに警告するため、バージェスを使いとしてロンドンへ送ることにした。バージェスは一日の間に3回のスピード違反を繰り返し、そのたびに外交特権を主張し、警官を侮辱した。激怒したアメリカ国務省は抗議を行い、イギリス外務省はバージェスに対してロンドンへの帰還を命じた。
帰国したバージェスはまずアンソニー・ブラントを経由してKGBの担当官に連絡した。5月25日にバージェスとマクリーンはフランスへ向かう遊覧船に乗り込み、さらにパリ、スイス、チェコスロバキアのプラハを経由してソ連に亡命した。
スパイの疑いをかけられたイギリス外務省の幹部2人が失踪したというニュースは英米の情報機関を震撼させた。FBIとMI5は、ワシントンにおいてバージェスと同居していたフィルビーが、二人に警告したのではないか、さらには彼自身もスパイなのではないかとの疑惑を持った。スペイン内戦時にジャーナリストとして働くソ連スパイがいたという証言、ヴォルコフ亡命事件における奇妙な失敗、ヴァリアブル作戦の情報漏洩など、フィルビーに不利な間接証拠は多かった。MI5はフィルビーを尋問したが、直接的証拠に欠けていたこと、ニコラス･エリオットとCIAのアングルトンが無実を信じて擁護したことによって捜査は打ち切られた。フィルビーは辞表を提出し、当時の金額で4,000ポンド(2014年の価値で560万円)ほどの退職金を受け取ってMI6を離れた。
収入を失ったフィルビーは田舎へ引きこもり、友人から紹介された仕事で食いつないだ。エリオットの伝手で、学費の安いパブリックスクールに息子を入学させてもらっていた。フィルビーの行動を疑っていた妻のアイリーンとの仲は破綻しており、ついにはフィルビーは自宅の庭にテントを貼ってそこで寝泊まりするようになった。アイリーンがかかっていた精神科医は、フィルビーが彼女に自殺するよう圧力をかけていたと診断している。
1954年4月にKGBの大佐ウラジーミル・ペトロフ がオーストラリアに亡命した。ペトロフは外交官に偽装し世界各地の大使館に赴任しているKGB将校のリストと共に、バージェスとマクリーンが「第三の男」から警告を受けていたとの情報を提供した。MI5は引き続きフィルビーの監視を続けていた。1955年9月18日の英国紙の報道によって、外交官の失踪事件は実は上流階級出身者からなるスパイの亡命であったことが明らかとなり大騒動となった。FBI長官のジョン・エドガー・フーヴァーは、イギリスがフィルビーを未だに逮捕していないことに激怒しており、フィルビーが「第三の男」であることを新聞に漏洩した。10月にフィルビーの自宅は新聞記者に取り囲まれた。労働党議員マーカス・リプトンが議会において不逮捕特権を利用してフィルビーの疑惑を取り上げ、これを新聞が間接的に報道することでついにフィルビーの名前が一般に顕になった。事なかれ主義をとるハロルド・マクミラン外相は、エリオットの台本通りに、フィルビーがマクリーン、バージェスに警告した証拠と彼が「第三の男」である証拠は共に一切ないことを言明した。11月8日にフィルビーは母のアパートメンにおいて記者会見を行った。フィルビーは、学生時代に一時的に共産主義にかぶれていたが、それ以後は「相手が共産主義者だと知った上で共産主義者と話したことはない」と疑惑を否定し、記者たちはその弁明に納得した。リプトンは告発を正式に取り下げ謝罪した。ソ連の担当官は「息を呑む名演技であった」と賞賛している。
エリオットの斡旋で1956年からオブザーバー及びエコノミストの中東特派員としてレバノンのベイルートで働き始めた。同時にMI6にも情報収集員として復帰した。当時MI6の長官を務めていたのは以前MI5に所属しフィルビーを追求していたディック・ホワイトであったが、彼はこの人事に特に反対を示さなかった。ベイルートに着任しジャーナリストとMI6の仕事を兼務していたフィルビーの元に、安全を確認したKGBから連絡があった。フィルビーは再びソ連のスパイとしての活動を再開した。ニューヨーク・タイムズ紙の特派員の妻エレナと不倫し、イギリスに放置してきたアイリーンの死とエレナの離婚後、1959年にエレナと再婚した。1960年の父の死、1961年のジョージ・ブレイクの逮捕などで心労がかさみ、同年8月に飼っていた狐が事故で死んだときには周囲に心配されるほどのショックを見せた。

### 亡命
1962年末にKGB大佐のアナトリー・ゴリツィンが亡命してきた。ゴリツィンは英米の徹底的な尋問を受けた。彼は「ケンブリッジ・ファイブ」の存在を暴露し、この情報を元にMI6内部の二重スパイの捜査が再開された。KGB工作員がフィルビーに警告した形跡があったことは疑惑を深めた。さらに、前妻の友人であったロシア系ユダヤ人のフローラ・ソロモンからは、1930年代にフィルビーからスパイになるよう勧誘されたという証言が得られた。ソロモンはフィルビーの妻に対する仕打ちと彼の記事に見られた「反ユダヤ性」に激怒していた。MI6のディック・ホワイト、ニコラス・エリオットもフィルビーの裏切りを認めた。自ら尋問を志願したエリオットはベイルートへと向かい、盗聴された一室においてフィルビーを追及した。フィルビーは言い訳や反論を行ったが、訴追免除を条件に、罪をしぶしぶ認めた。彼は簡単な供述書にサインし、尋問は後日再開されることになった。しかし1月23日にフィルビーは妻との約束を放り出して突然行方不明となった。KGBの助けにより貨物船に乗りこみオデッサへ渡りソ連に亡命した。1963年3月にイギリス政府はフィルビーが行方不明になったことを発表し、それと同じくしてソ連の機関紙イズヴェスチヤにフィルビーが亡命したとの記事がプーシキン広場に立つ彼の写真とともに掲載された。
フィルビーはモスクワにおいてアパートを与えられた。バージェスは1963年に死んだが再会する機会はなかった。KGBから俸給を与えられロンドンからは家具や服、パイプを取り寄せてもらったが、口頭で約束されていたKGBにおける階級は与えられなかった。エレナをモスクワに呼び寄せしばらく暮らしたが、1964年にフィルビーがマクリーンの妻メリンダと不倫したことを知り、二人は離婚した。エレナはソ連を去り3年後に亡くなった。ジョージ・ブレイクから紹介された20歳年下のルフィーナと結婚。

### 自叙伝を出版
1968年、KGBの監修のもとで回顧録『My Silent War』を出版（邦訳『プロフェッショナル・スパイ ―英国諜報部員の手記』は翌1969年に刊行）。ただしその内容は嘘と虚飾が含まれていると指摘されている。同書には作家のグレアム・グリーンが好意的な序文を寄せた。グリーンは、「フィルビーは国を裏切ったではないか」という非難に対し「そう、たしかにそうかもしれない。だが、国より大事な何かや誰かのために、裏切りを犯さない人などいるだろうか」と答えた。
グリーンと同じくMI6に在籍したことのある作家、ジョン・ル・カレは『サンデー・タイムズ』紙上で、「（フィルビーは心と体を）行ったこともない国、深く学んだこともないイデオロギー、長く怖ろしい粛清によって、他国でかかわることすら危険だった体制に捧げた。三十年ものあいだ、だまし、裏切り、ときに殺すことによって、自分の決断に忠実だった」と書いた。フィルビーの回顧録が出た同じ年に『サンデー・タイムズ』の執筆者チームによる暴露本『Philby: The Spy Who Betrayed a Generation』が出版された。この暴露本は、ル・カレが『サンデー・タイムズ』に書いた文章が序論として使われ、ベストセラー1位に輝いた。

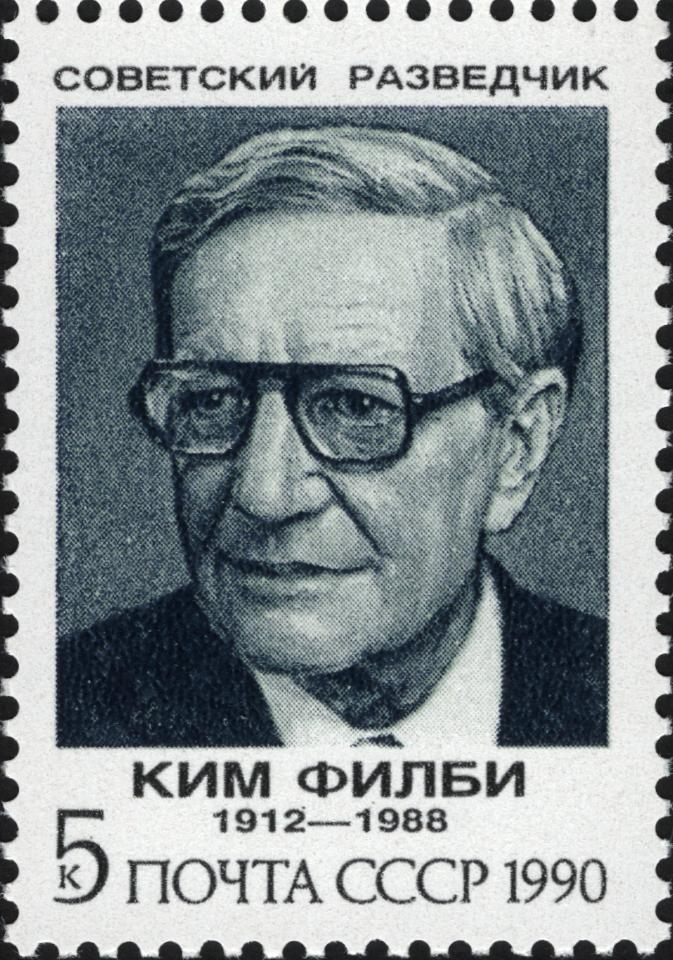
フィルビーを顕彰したソ連切手（1990年）

その後、レーニン勲章を授与された。ソ連が崩壊する直前の1988年5月11日にモスクワで死去した。76歳没。死後、彼の記念切手が発行され、2011年には記念銘板も作られた。

## 関連書籍

### 著書
- 『プロフェッショナル・スパイ ―英国諜報部員の手記』笠原佳雄 訳、徳間書店、1969年8月20日。